# Saint-Selve
Saint-Selve is een gemeente in het Franse departement Gironde (regio Nouvelle-Aquitaine). De plaats maakt deel uit van het arrondissement Bordeaux. Saint-Selve telde op 1 januari 2022 3.668 inwoners.

## Geografie
De oppervlakte van Saint-Selve bedroeg op 1 januari 2022 17,74 vierkante kilometer; de bevolkingsdichtheid was toen 206,8 inwoners per km².

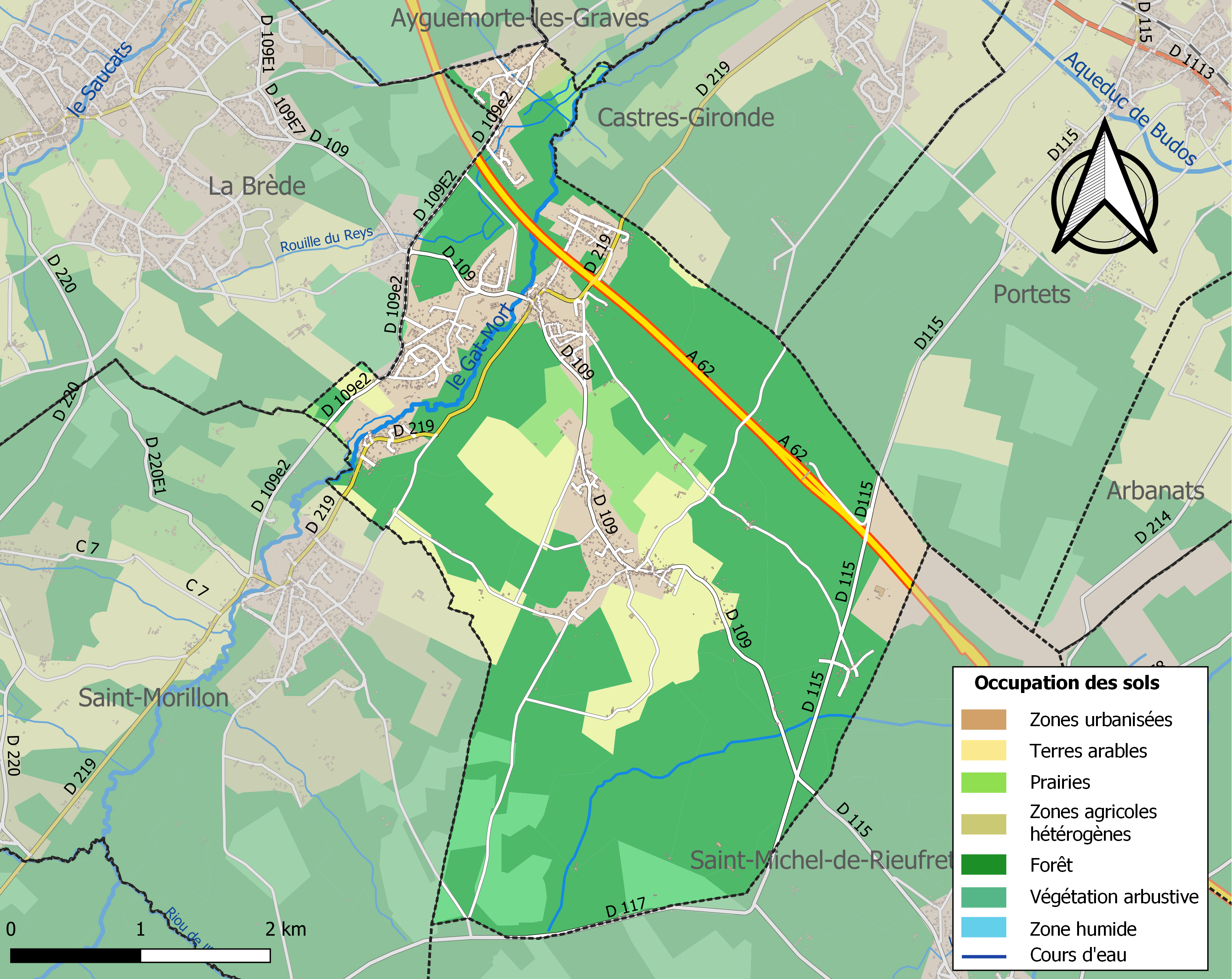
Kaart van de gemeente met belangrijkste infrastructuur, bodemgebruik en omliggende gemeenten

## Demografie
Onderstaande figuur toont het verloop van het inwonertal (bron: INSEE-tellingen).